# Раппенский монетный союз
Раппенский монетный союз (нем. Rappenmünzbund) — монетный союз, заключённый в 1403 году с целью создания единой монетной системы основными участниками монетной конвенции 1387 года. В союз вошли города Базель, Фрибур, Кольмар, Брайзах и два эльзасских владения австрийского герцога Леопольда IV — Брандгау и Зундгау. Пробационные съезды союза проходили в Нойенбурге-на-Рейне.
Участники союза из 102⁄3-лотовой марки серебра чеканили 1242 пфеннига. С 1425 года чеканился блафферт (плапперт). Базель чеканил фирер — промежуточную между блаффертом и пфеннигом монету.
В 1498 году чеканились блафферты, грошены (монеты в 2 блафферта или 12 раппенов), фиреры, раппены и полураппены (пфенниги).
В 1525 году союз получил право чеканить талеры.
В 1533 году основной единицей союза стал батцен. Была установлена следующая монетная система: батцен = 10 раппенов = 20 пфеннигов (называвшихся также «штеблер»).
Союз был распущен в 1584 году в Кольмаре после того, как его участники присоединились к Аугсбургскому имперскому монетному уставу 1559 года.